# 吴经胜
吴经胜（1963年9月—），男，汉族，曾任比亚迪高级副总裁兼财务总监。

## 生平
1988年毕业于安徽师范大学中文专业；2006年毕业于北京大学光华管理学院，获EMBA学位。1995年9月加入比亚迪实业，历任比亚迪股份有限公司高级副总裁、财务总监、董事会秘书、高级公司顾问。2019年6月，因年龄及个人原因辞去比亚迪公司高级副总裁、财务总监职务。2019年4月，任深圳市经石科技有限公司执行董事兼总经理。2019年5月，任深圳市蓝色海岸资产管理有限公司执行董事兼总经理。2020年2月，任深圳市溯原科技有限公司董事长兼总经理。2020年12月，任深圳市微腾电子信息有限公司执行董事兼总经理。
据《证券日报》统计，2013年比亚迪董秘吴经胜以454万元的年薪成为A股薪酬最高的董秘，超过比亚迪董事长王传福。